# Contra-ataque (militar)

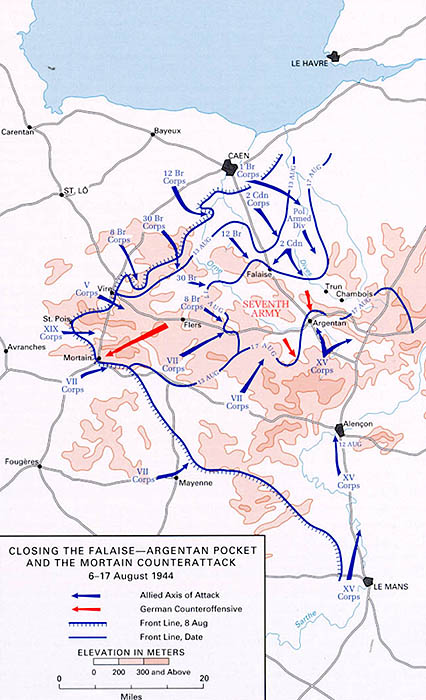
Fechando a Bolsa de Falaise-Argentan e o contra-ataque de Mortain 6–17 de agosto de 1944

Um contra-ataque é uma tática empregada em resposta a um ataque, com o termo originado em "jogos de guerra". O objetivo geral é anular ou frustrar a vantagem obtida pelo inimigo durante o ataque, enquanto os objetivos específicos normalmente procuram recuperar o terreno perdido ou destruir o inimigo atacante (isso pode assumir a forma de uma equipe esportiva ou unidades militares opostas).
Um ditado atribuído a Napoleão Bonaparte ilustra a importância tática do contra-ataque: "o maior perigo ocorre no momento da vitória". No mesmo espírito, no seu livro Estudos de Batalha, Ardant du Picq notou que "ele, general ou mero capitão, que emprega cada um na tomada de uma posição pode ter certeza de vê-la retomada por um contra-ataque organizado de quatro homens e um cabo".
Um contra-ataque é uma tática militar que ocorre quando um lado defende com sucesso o ataque do inimigo e começa a empurrar o inimigo para trás com um ataque próprio. Para realizar um contra-ataque bem-sucedido, o lado defensor deve atacar o inimigo de forma rápida e decisiva após defender, com o objetivo de chocar e subjugar o inimigo. O conceito principal do contra-ataque é pegar o inimigo de surpresa. Muitos contra-ataques históricos tiveram sucesso porque o inimigo estava desprevenido e não esperava o contra-ataque.

## Analisando contra-ataques históricos
No passado, houve muitos contra-ataques notáveis que mudaram o curso de uma guerra. Para ser mais específico, a Operação Bagration e a Batalha de Austerlitz são bons exemplos da execução adequada de um contra-ataque.

### Operação Bagration

Este mapa mostra o ponto de ataque durante a Operação Bagration e como o contra-ataque foi executado

A Operação Bagration durante a Segunda Guerra Mundial foi um dos maiores contra-ataques da história militar. No verão de 1944, o ataque de cerca de 1,7 milhão de soldados do Exército Vermelho colocou com sucesso o Exército Vermelho na ofensiva na Frente Oriental depois que a Alemanha nazista na Operação Barbarossa capturou o território contra a União Soviética no verão de 1941.
O contra-ataque soviético concentrou-se na Bielorrússia, mas, antes do início do contra-ataque, a União Soviética enganou os líderes militares nazistas fazendo-os acreditar que o ataque aconteceria mais ao sul, perto da Ucrânia.
Para ajudar no engano, o Exército Vermelho estabeleceu falsos acampamentos do exército na Ucrânia e depois que aviões de reconhecimento alemães relataram concentrações de tropas soviéticas na área, as divisões de infantaria e panzer foram levadas para o sul da Bielorrússia, deixando-a vulnerável a um grande ataque.
Para apoiar o ataque, grupos guerrilheiros em território controlado pela Alemanha foram instruídos a destruir as ferrovias alemãs para impedir os esforços alemães de transportar suprimentos e tropas pelos territórios ocupados e enfraquecer ainda mais o Grupo do Exército Alemão na Ucrânia.
Em 22 de junho de 1944, o ataque à Bielorrússia por 1,7 milhão de soldados soviéticos começou e oprimiu os exaustos defensores alemães.
Em 3 de julho, o Exército Vermelho capturou Minsk e, mais tarde, o resto da Bielorrússia.
A Operação Bagration foi um grande sucesso soviético e abriu uma rota direta para Berlim após a queda da Bielorrússia, fazendo com que o Exército Vermelho começasse a dominar o território que havia sido tomado pela Wehrmacht três anos antes.

### Batalha de Austerlitz

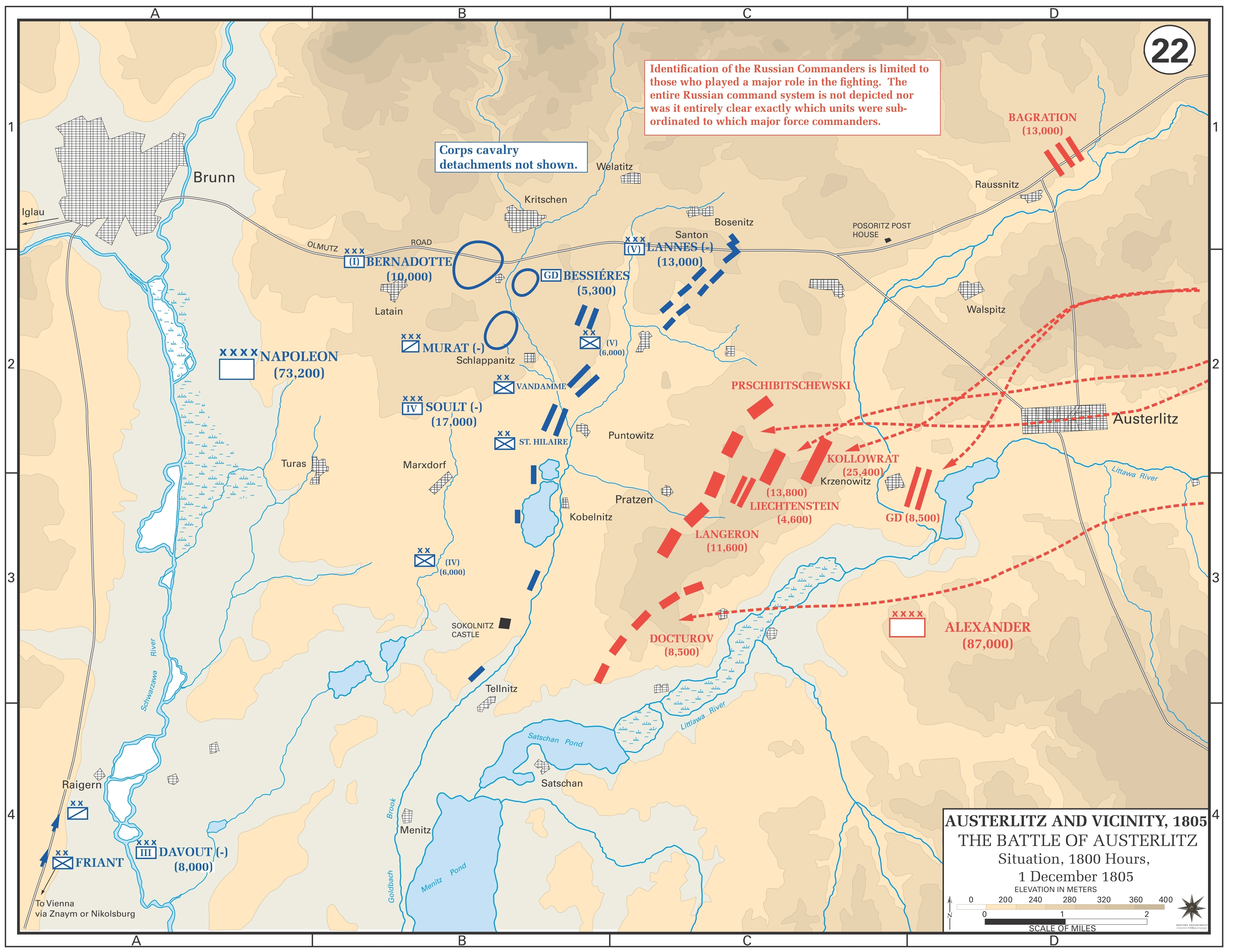
Mapa que descreve o famoso contra-ataque ocorrido na Batalha de Austerlitz em 1805

Outra batalha militar que utilizou a tática de contra-ataque foi a Batalha de Austerlitz, em 2 de dezembro de 1805. Enquanto lutava contra os exércitos austríaco e russo, Napoleão propositalmente fez parecer que os seus homens estavam fracos devido à luta em vários casos. Napoleão fez os seus homens recuarem na tentativa de atrair os Aliados para a batalha. Ele deixou propositalmente o seu flanco direito aberto e vulnerável. Isso enganou os Aliados para um ataque, e estes caíram na armadilha de Napoleão. Quando as tropas aliadas foram atacar o flanco direito de Napoleão, este rapidamente encheu o flanco direito, de modo que o ataque não foi eficaz. No entanto, no lado aliado, uma grande lacuna foi deixada aberta no meio da linha de frente aliada devido às tropas que partiam para atacar o flanco direito francês. Percebendo o grande buraco no meio das linhas aliadas, Napoleão atacou no meio e fez com que as suas forças também flanqueassem os dois lados, eventualmente cercando os Aliados. Com os Aliados completamente cercados, a batalha acabou. A Batalha de Austerlitz foi um contra-ataque bem-sucedido porque o exército francês defendeu-se do ataque aliado e rapidamente derrotou os aliados. Napoleão enganou os Aliados. Ele fez os seus homens parecerem fracos e próximos da derrota.

### Batalha de St. Vith
A Batalha de St. Vith fez parte da Batalha do Bulge, que começou em 16 de dezembro de 1944, e representou o flanco direito no avanço do centro alemão, 5º Panzer-Armee (Exército Blindado), em direção ao objetivo final de Antuérpia. Dada a tarefa de conter o avanço alemão, o general americano Bruce C. Clarke decidiu que uma defesa móvel era a melhor solução. Sabendo que o exército alemão estava mirando para um objetivo muito atrás da linha de batalha, ele decidiu que eles poderiam perder alguns quilômetros por dia — a ideia é que desacelerar o avanço seria o mesmo que os deter imediatamente, já que os alemães eram limitados pelo tempo.
A defesa móvel que ele usou em St. Vith envolveu o uso de caça-tanques M36 atuando como base de fogo para resistir ao ataque blindado alemão que se aproximava, desacelerando-os o suficiente para contra-atacá-los com uma força de tanques M4 Sherman. A artilharia e a infantaria estavam envolvidas neste processo como uma força de armas combinadas. O segredo não era envolver os alemães numa batalha campal, mas, sim, retardar o seu avanço o suficiente para arruinar o seu cronograma ofensivo. Os contra-ataques garantiram que as forças alemãs não pudessem romper as forças que se retiravam lentamente. O sucesso de Clarke foi uma das primeiras vezes em que a armadura foi usada numa defesa móvel e foi um dos pontos de virada da guerra.